# 헤르만 괴링
헤르만 빌헬름 괴링(독일어: Hermann Wilhelm Göring, 문화어: 헤르만 게링그, 1893년 1월 12일 ~ 1946년 10월 15일)은 독일의 군인, 정치인이다. 국가사회주의 독일 노동자당(나치당)의 초기 당원이자, 초기 나치 돌격대(Sturmabteilung/SA)의 지휘관을 지냈고, 게슈타포를 창설했다. 1935년 재군비 선언 이후에는 나치 공군의 총사령관(제국원수)으로 공군을 창설하고 육성했다. 그 자신이 제1차 세계 대전 당시 전투기 에이스였다. 제2차 세계 대전 종전 이후에 뉘른베르크 재판에서 사형을 선고받았지만, 독일로부터 나라가 5년이나 박살나고 2000만명이 사망, 1000만이 부상당한 소련 수석 판사인 이오나 니키첸코가 길길이 날뛰며 군인들 총살형에 대해 반대해 군인의 사형 방법인 총살형이 아닌 교수형으로 결정되자 절망하다 사형이 집행되기 전날에 자신이 수감된 감방에서 자살했다.

## 생애

### 유년기
아이티 주재 독일 제국의 영사인 하인리히 에른스트 괴링과 그의 후처의 차남으로, 독일 제국의 알프스산맥과 가까운 지역인 로젠하임(바이에른 왕국령)에서 태어났다. 알베르트 괴링은 그의 동생이다.
3살 때인 1896년, 아버지가 알렉산드리아 주재 총영사직에서 은퇴하여 가족들은 함께 독일에서 살았다. 어린 시절 괴링은 뉘른베르크 가까이에 있는 작은 성(城)인 펠덴슈타인 성에서 자랐는데, 1913년까지 그 성의 주인은 어머니의 연인이자 아이들의 대부(代父)인 유대 사람 헤르만 에펜슈타인이었다. 헤르만 빌헬름 괴링은 유년시절을 부유하게 지냈다.

### 청년기

#### 군인 생활
직업군인으로 훈련받은 뒤 1912년 장교로 임관되었으며, 초창기 독일 제국 공군에 들어가 제1차 세계대전 동안 맹활약했다. 제1차 세계 대전 기간 동안 괴링은 독일 제국에서 대표적인 공군 에이스였다.
1918년 독일의 위대한 비행사 붉은 남작 만프레트 폰 리히트호펜이 복무했던 유명한 비행대대의 지휘관이 되었다. 독일 제국이 제1차 세계 대전에서 연합국에 항복한 뒤 혼란기에 군장교들에 대한 민간인들이 푸대접한다 하며 몹시 분개하여 독일을 떠났다. 이후 그는 덴마크와 스웨덴에서 민간 비행사로 일했으며, 그 뒤 스웨덴의 남작 부인 카린 폰 칸트초프를 만나 그녀가 남편과 이혼한 뒤인 1922년 2월 3일에 독일의 뮌헨에서 결혼했다.

### 나치당 입당과 활동
괴링은 1921년에 아돌프 히틀러를 만났으며, 1922년말 소규모 나치당에 입당했다. 전직 장교로서 히틀러의 나치 돌격대를 지휘했으며, 1923년 11월 히틀러가 권력을 장악하려고 성급하게 일으켰다가 실패한 맥주홀 쿠데타에도 가담해 허벅지에 심한 상처를 입기도 했다. 그를 체포하라는 명령이 떨어졌으나 부인과 함께 오스트리아로 달아났다. 상처의 아픔을 누그러뜨리기 위해 모르핀을 사용하다가 심하게 중독되어 1925년~1926년 2번이나 스웨덴 스톡홀름의 롱브로 정신병원에서 치료를 받았다.
1927년 바이마르 공화국 (독일)의 베를린으로 돌아온 괴링은 독일 산업계와의 접촉에 성공하여 다시 당 지도부 자리에 앉았고, 1928년 5월 20일의 독일 국회 선거에서 나치스당이 얻은 12개 의회의석 가운데 하나를 차지했다. 국회에서 인정받는 당 지도자가 되었고 1932년 7월 31일 선거에서 나치당이 230석을 점하자 국회의장으로 선출되었다.
국회에서 괴링의 유일한 관심은 1933년 3월까지 국회가 겉으로나마 내세웠던 민주주의 체계를 무력화하는 것이었다. 그는 84세의 대통령 파울 폰 힌덴부르크에게 영향력을 행사했으며 자신의 지위를 이용하여 역대 총리들, 특히 쿠르트 폰 슐라이혀와 프란츠 폰 파펜을 계략에서 앞질러 결국 1933년 1월 30일 힌덴부르크가 히틀러를 총리로 임명하지 않을 수 없게 했다. 그러나 독재권력을 얻기 위한 싸움은 계속되어 1933년 3월 23일에야 히틀러에게 독재권력을 주는 전권 위임법이 통과되었다. 괴링은 끈기있게 밀고 나가 독일에서 제일 크고 영향력있는 프로이센 자유주의 내무장관직을 맡았다. 이 직책을 이용하여 프로이센 경찰을 나치화했으며 비밀경찰 게슈타포를 창설했다. 또한 다루기 힘든 반대파들을 교정하기 위한 강제수용소를 만들었다. 1933년 2월 27일 나치가 선동한 것으로 추측되는 국회의사당 방화 사건이 일어나자 '공산주의자들이 쿠데타를 모의했다.'는 구실로 독일 공산주의자들을 대대적으로 체포했고, 몇몇 사회민주당 의원들도 체포해 다음 달 전권 위임법의 통과에 방해되는 자들을 제거했다.
히틀러의 가장 충성스러운 지지자로서 괴링의 위치는 1930년대 말까지 흔들리지 않았다. 그는 거의 마음대로 국가직책을 골라서 역임했다. 그는 독일 제국 항공 분야의 총책임자, 새로 편성하여 1935년 3월 1일까지 민간사업체로 위장했던 루프트바페의 총사령관, 1933년에는 독일 수렵지 및 산림 책임자가 되었다. 그는 1934년 6월 30일 나치스당이 나치 돌격대(SA)의 지도자 에른스트 룀을 숙청하는 데 주도적 역할을 했으나 같은 해 안보책임자 직책을 하인리히 힘러에게 넘겨주고 자신은 게슈타포와 강제수용소에서 손을 떼었다. 1937년에는 1934년부터 히틀러 정부의 경제계획부 장관인 히알마르 샤하트를 쫓아내고 그 자리를 차지했다. 히틀러는 1936년에 이미 샤하트와 의논도 하지 않고 괴링에게 전시 경제(戰時經濟)를 위한 4개년 계획의 책임을 맡겼었다. 괴링은 또한 히틀러의 순회대사도 계속 맡았다.
독일 국민뿐 아니라 외국 대사와 외교관들 사이에서도 괴링은 나치스 지도자들 중데 가장 인기 있었으며, 자신의 확고한 지위를 이용하여 축재했다. 성격이 무자비했는데 그것은 1938년 오스트리아가 독일과 '병합'(Anschluss)하도록 협박한 전화 대화 기록에 잘 나타나 있다. 독일에 사는 유대인뿐 아니라 히틀러에게 무너진 여러 나라에 살고 있던 유대인을 경제적으로 수탈한 사람도 바로 괴링이었다.
괴링은 전처가 1931년 죽은 뒤 1935년 4월 10일 여배우 에미 존네만과 재혼했다. 전처에게처럼 후처에게도 헌신적이었다. 사냥에 관심이 많아 베를린 북쪽의 쇼르프하이데에 드넓은 산림지를 소유했고, 그곳에 1933년부터 그의 야망에 어울리는 어마어마한 규모의 저택을 짓기 시작했으며 전처를 추모하는 뜻에서 그 저택을 카린할이라고 불렀다. 바로 이 카린할에 자신이 모아들인 막대한 예술 소장품의 대부분을 보관했다. 1938년 6월 2일 에미는 괴링의 유일한 자식인 외동딸 에다 괴링을 낳았다.

### 제2차 세계대전
1939년 스웨덴의 산업가 비르게르 달레루스와 협상에 실패한 것에서 알 수 있듯이 괴링은 진정으로 전쟁을 피하거나 늦추기를 원했을 수도 있었다. 그러나 히틀러의 군사행동이 계속되면서 폴란드 레지스탕스를 박살내고 여러 나라를 차례로 약화시킨 전격작전을 실행한 것은 바로 괴링의 공군이었다. 괴링의 방종한 기질은 혹독한 전쟁을 견뎌내거나, 전투기보다는 폭격기 생산을 선호한 히틀러의 맹목적 편견에 반대하기에는 너무 약했다. 히틀러가 북유럽에서 지중해와 북아프리카로 전선을 확장함에 따라 나치스 공군의 방위능력은 약해졌고, 나치스 공군이 영국과의 전투에서 지고 연합군의 독일 폭격을 막지 못하게 되자 괴링은 체면을 잃었다. 괴링은 건강을 구실로 은퇴했는데 이는 히틀러도 바라던 바였다. 괴링은 카린할에 보관한 사치품을 즐겼고, 점령국의 유대인들에게서 약탈한 예술품들로 소장품은 계속 늘어났으며 많은 선물들을 타인들로부터 받았다.
괴링은 엄청나게 뚱뚱해졌으며 모르핀에서 추출한 약물인 파라코데인을 지나치게 써 자주 약물중독치료를 받아야만 했다. 약물중독 때문에 감정의 기복이 심하여 기분이 좋아졌다가 곧 우울해지기도 했으며 자기중심적이며, 허황하여 눈부시게 찬란한 의상과 군복, 훈장들과 자기과시욕을 만족시킬 보석들을 좋아했다. 히틀러는 괴링의 결점을 알면서도 자신의 정권과 깊게 밀착된 괴링을 쉽게 포기할 수 없었다. 1939년에 히틀러는 괴링을 자신의 후계자로 선포했으며, 1940년에는 '대(大)독일제국
의 제국원수 '(Reichsmarschall des Grossdeutschen Reic
hes)라는 특별계급을 주었다. 다른 나치스 지도자들은 편파적인 괴링의 지위에 분개하거나 방종한 괴링의 성격을 경멸했지만, 히틀러는 전쟁 마지막 기간까지 그를 해임하지 않았다. 괴링은 히틀러가 베를린에서 포위되어 절망적이라 생각하고 1939년에 내려진 포고령에 따라 퓌러의 권력을 계승하려 했다가 히틀러에게 해임당했다. 그런데도 히틀러가 자살한 뒤 괴링은 자신이 전권대사로 대우 받기를 바라고 가족들과 함께 미군 장교에게 스스로 항복했다.

### 재판 및 최후
항복 직후 전쟁범죄자로 체포되어 구속되었다. 이 때 육군 장성들인 카이텔과 요들, 해군 장성들인 칼 되니츠.에리히 레더와 매찬가지로 군복의 계급장과 서훈들을 다 탈거 및 빼앗겼다. 전범으로 재판을 기다리는 동안 약물중독에서 완전히 벗어난 괴링은 뉘른베르크 국제군사재판에서 자신을 훌륭히 변호할 수 있었다. 그는 스스로 자신이 인기있는 피고인이며 역사적 인물이라고 여겼으며 히틀러 정권이 저지른 끔찍한 만행과 자신은 관계가 없고 그 모든 것은 하인리히 힘러와 라인하르트 하이드리히가 비밀리에 저지른 것이라고 주장했다. 유죄판결을 받고 나서 교수형 대신 총살형을 바라는 탄원을 올렸으나 소련 육군소장 이오나 니키첸코 판사가 길길이 날뛰며 반대하자 군인들도 교수형으로 집행되도록 결정되어 거절당했고, 절망해서 사형이 집행되기 전날에 집행명령이 하달되자 밤 늦게 뉘른베르크의 감방에서 남아있는 명예를 지키기 위해 청산 캡슐을 물고서 음독 자살했다. 이 사실은 포마드 용기 안에 독약 캡슐을 내내 숨겨왔다는 내용이 적힌 쪽지가 1967년에 발견됨으로써 밝혀졌다.

## 같이 보기
- 나치
- 하인리히 힘러
- 홀로코스트
- 게슈타포
- 안네의 일기

## 주요 경력
| 부서                        | 직책         | 기간            | 설명 |
| 육군 항공대 리히트호펜 대대 | 대대장(최종) | 1914년 ~ 1918년 | 제1차 세계 대전 당시 유명한 전투기 에이스인 "붉은 남작" 리히트호펜이 지휘하는 비행대에서 근무. 종전 당시에는 괴링이 리히트호펜 대대의 지휘관이었다. |
| 바이마르 공화국 국회        | 국회의장     | 1932년 ~ 1933년 | 히틀러의 독재 체제를 확립한 전권 위임법이 모두 괴링의 작품이다.                                                                                     |
| 프로이센 자유주 내무부      | 내무장관     |                 | 이때 비밀경찰 게슈타포를 창설하고, 프로이센 경찰을 중앙 내무부 및 프로이센 정부로부터 분리시켜버렸다.                                               |
| 루프트바페                  | 총사령관     | 1935년 ~ 1945년 | 공군을 창설한 뒤 종전때까지 총사령관(제국원수)을 지냄.                                                                                              |
| 항공부                      | 장관         | 1933년 ~ 1945년 | 항공부 장관으로 근무하면서 공군창설 준비. 재군비 선언 후 바로 공군이 창설됨.                                                                        |
| 산림부                      | 장관         | 1934년 ~ 1945년 | 장관 재직 시절 제정한 수렵법이 현재도 적용 중이라 함.                                                                                               |
| 4개년 경제 계획부           | 장관         | 1937년 ~ 1945년 | 실질적인 전쟁 준비는 이때 시작되었다. 무리한 군수산업 확대 정책으로 인해 경제계획부 장관 얄마르 샤흐트와 갈등했고 결국 샤하트가 사임했다.           |

| 육군 대장       | 공군 대장       | 공군 상급대장   |
| --------------- | --------------- | --------------- |
|                 |                 |                 |
| 1933년 8월 31일 | 1935년 3월 1일  | 1936년 4월 20일 |
| 공군 야전원수   | 제국 원수       |                 |
|                 |                 |                 |
| 1938년 2월 4일  | 1940년 7월 19일 |                 |

### 참고 문헌
- “Art Provenance and Claims Records and Research”. National Archives and Records Administration. 2016년 8월 15일. 2017년 7월 16일에 확인함.
- Beevor, Antony (2006). 《The Battle for Spain: The Spanish Civil War 1936–1939》. London: Phoenix. ISBN 978-0-7538-2165-7.
- Bille-Hansen, A. C.; Holck, Harald, 편집. (1943). 《Statshaandbog for Kongeriget Danmark for Aaret 1943》 [State Manual of the Kingdom of Denmark for the Year 1943] (PDF). Kongelig Dansk Hof- og Statskalender (덴마크어). Copenhagen: J.H. Schultz A.-S. Universitetsbogtrykkeri. 2021년 1월 20일에 확인함 – da:DIS Danmark 경유.
- Block, Maxine; Trow, E. Mary (1971). 《Current Biography: Who's News and Why 1941》. New York: H.W. Wilson. OCLC 16655369.
- Blood, Philip W. (2001).  Holmes, E. R., 편집. 《Bandenbekämpfung: Nazi occupation security in Eastern Europe and Soviet Russia 1942–45》 (학위논문). Cranfield University.
- Blood, Philip W. (2010년 8월 3일). “Securing Hitler's Lebensraum: The Luftwaffe and Bialowieza Forest, 1942–1944”. 《Holocaust and Genocide Studies》 24 (2): 247–272. doi:10.1093/hgs/dcq024.
- Botting, Douglas (2006). 《In the Ruins of The Reich: Germany 1945–1949》. London: Methuen Publishing. ISBN 978-0-413-77511-5.
- Broszat, Martin (1981). 《The Hitler State: The Foundation and Development of the Internal Structure of the Third Reich》. New York: Longman Inc. ISBN 0-582-49200-9.
- Bullock, Alan (1999) [1952]. 《Hitler: A Study in Tyranny》. New York: Konecky & Konecky. ISBN 978-1-56852-036-0.
- Bungay, Stephen (2000). 《The Most Dangerous Enemy: A History of the Battle of Britain》. London: Aurum Press. ISBN 978-1-85410-721-3.
- Cesarani, David (2005) [2004]. 《Eichmann: His Life and Crimes》. London: Vintage. ISBN 978-0-09-944844-0.
- Childers, Thomas (2017). 《The Third Reich: A History of Nazi Germany》. New York: Simon & Schuster. ISBN 978-1-45165-113-3.
- Darnstädt, Thomas (2005년 4월 4일). “Ein Glücksfall der Geschichte”. 《Der Spiegel》. 2016년 9월 13일에 확인함.
- “Datenbank der deutschen Parlamentsabgeordneten. Basis: Parlamentsalmanache/Reichstagshandbücher 1867 – 1938”. 《www.reichstag-abgeordnetendatenbank.de》. 2020년 9월 18일에 확인함.
- Evans, Richard J. (2003). 《The Coming of the Third Reich》. New York: Penguin. ISBN 978-0-14-303469-8.
- Evans, Richard J. (2005). 《The Third Reich in Power》. New York: Penguin. ISBN 978-0-14-303790-3.
- Evans, Richard J. (2008). 《The Third Reich at War》. New York: Penguin. ISBN 978-0-14-311671-4.
- Fellgiebel, Walther-Peer (2000) [1986]. 《Die Träger des Ritterkreuzes des Eisernen Kreuzes, 1939–1945》 (독일어). Friedberg: Podzun-Pallas. ISBN 978-3-7909-0284-6.
- Fleming, Thomas (December 1987). “The Big Leak”. 《American Heritage》 38 (8). 2008년 2월 14일에 원본 문서에서 보존된 문서. 2022년 6월 28일에 확인함.
- Frank, Hans, 편집. (1933–1934). 《Jahrbuch der Akademie für Deutsches Recht》 [Yearbook of the Academy for German Law] 1판. München/Berlin/Leipzig: Schweitzer Verlag.
- Franks, Norman (1993). 《Above the Lines: The Aces and Fighter Units of the German Air Service, Naval Air Service and Flanders Marine Corps, 1914–1918》. Oxford: Grub Street. ISBN 978-0-948817-19-9.
- Freitag, Christian H. (2015). 《Ritter, Reichsmarschall & Revoluzzer. Aus der Geschichte eines Berliner Landhauses》 (독일어). Berlin: Friedenauer Brücke. ISBN 978-3-9816130-2-5.
- Fussell, Paul (2002). 《Uniforms: Why We Are What We Wear》. New York: Houghton Mifflin. ISBN 978-0-618-38188-3.
- Gade, Ida K. Richter (2011년 2월 21일). “Herman Göring”. 《berlingske.dk》 (덴마크어). Berlingske Media A/S. 2020년 4월 23일에 확인함.
- “Odznaczenie japońskie dla marsz. Goeringa” (PDF). 《Gazeta Lwowska》 (폴란드어). 233호. 1943년 10월 5일. 1쪽. 2021년 1월 20일에 확인함.
- Gerwarth, Robert (2011). 《Hitler's Hangman: The Life of Heydrich》. New Haven, CT: Yale University Press. ISBN 978-0-300-11575-8.
- Gilbert, Gustave (1995). 《Nuremberg Diary》. New York: Da Capo Press. ISBN 978-0-306-80661-2.
- Goldensohn, Leon N. (2004). 《The Nuremberg Interviews: Conversations with the Defendants and Witnesses》. New York, NY: Alfred A. Knopf. ISBN 978-0-375-41469-5.
- Goldhagen, Daniel (1996). 《Hitler's Willing Executioners: Ordinary Germans and the Holocaust》. New York: Knopf. ISBN 978-0-679-44695-8.
- “Guard 'gave Goering suicide pill'”. 《BBC News》. 2005년 2월 8일. 2012년 5월 8일에 확인함.
- Gunther, John (1940). 《Inside Europe》. New York: Harper & Brothers. OCLC 836676034.
- Hilberg, Raul (1985). 《The Destruction of the European Jews》. New York: Holmes & Meier. ISBN 0-8419-0910-5.
- Hitler, Adolf (1988). 《Hitler's Table Talk, 1941–1944》. Oxford; New York: Oxford University Press. ISBN 978-0-19-285180-2.
- Holland, James (2011). 《The Battle of Britain: Five Months That Changed History; May-October 1940》. Manhattan, New York City: St. Martin’s Press. ISBN 978-0-31-267500-4.
- Hooton, Edward (1999). 《Phoenix Triumphant: The Rise and Rise of the Luftwaffe》. Garden City: Arms & Armour. ISBN 1-85409-181-6.
- “Judgment of International Military Tribunal on Hermann Goering”. 《The Avalon Project》. New Haven, Connecticut: Yale Law School, Lillian Goldman Law Library. 1946년 9월 30일. 2012년 5월 8일에 확인함.
- Kellerhoff, Sven Felix (2018년 3월 23일). “Raubkunst: Für Löwen hatte Hermann Göring eine Schwäche”. 《Die Welt》 (독일어). 2020년 1월 22일에 확인함.
- Kershaw, Ian (2008). 《Hitler: A Biography》. New York, NY: W. W. Norton & Company. ISBN 978-0-393-06757-6.
- Kilduff, Peter (2013). 《Herman Göring, Fighter Ace: The World War I Career of Germany's Most Infamous Airman》. London: Grub Street. ISBN 978-1-906502-66-9.
- 〈Kungl. Svenska Riddarordnarna〉. 《Bihang till Sveriges Statskalender 1940.》 (스웨덴어). Uppsala: Almqvist & Wiksells Boktryckeri. 1940.
- Lajos, Pallos (2011). 〈A Magyar Királyi Szent István Rend jelvényei a Magyar Nemzeti Múzeum Éremtárában〉.   Tibor, Kovács. 《2010-2011 A Magyar Nemzeti Múzeum történeti évkönyve》. 《Folia Historica: Magyar Nemzeti Múzeum Évkönyve》 (헝가리어) (Budapest: Hungarian National Museum). 39–65쪽. ISSN 0133-6622.
- Manvell, Roger; Fraenkel, Heinrich (2011) [1962]. 《Goering: The Rise and Fall of the Notorious Nazi Leader》. London: Skyhorse. ISBN 978-1-61608-109-6.
- Matikkala, Antti (2017). 《Kunnian ruletti: Korkeimmat ulkomaalaisille 1941-1944 annetut suomalaiset kunniamerkit》 (핀란드어). Helsinki: Suomalaisen Kirjallisuuden Seura. ISBN 978-952-222-847-5.
- Miller, Michael D. (2006). 《Leaders of the SS and German Police, Vol. 1》. San Jose, CA: R. James Bender. ISBN 978-93-297-0037-2.
- Miller, Michael D.; Schulz, Andreas (2015). 《Leaders of the Storm Troops, Vol. 1》. Solihull, West Midlands: Helion & Company. ISBN 978-1-909982-87-1.
- Moorhouse, Roger (2012). 《Berlin at War》. New York: Basic Books. ISBN 978-0-46502-855-9.
- Mosley, Leonard (1974). 《The Reich Marshal: A Biography of Hermann Goering》. Garden City: Doubleday. ISBN 0-385-04961-7.
- “Nazi Conspiracy and Aggression, Volume 2, Chapter XV, Part 3: The Reich Cabinet” (PDF). Office of United States Chief of Counsel For Prosecution of Axis Criminality. 1946. 2017년 8월 20일에 확인함.
- Noakes, Jeremy; Pridham, Geoffrey, 편집. (2001) [1988]. 《Nazism 1919–1945: Foreign Policy, War and Racial Extermination》. Exeter Studies in History 3. Exeter: University of Exeter Press.
- “Nuremberg Trial Proceedings, Volume 9: Eighty-fourth day, Monday, 18 March 1946, morning session”. 《The Avalon Project》. New Haven, Connecticut: Yale Law School, Lillian Goldman Law Library. 2012년 3월 28일에 확인함.
- Oestermann, Günter (2001). 《Junger Wolf im Nebel. Ein Junge in Deutschland 1930–1945》 (독일어). Hamburg: [Norderstedt] Books on Demand. ISBN 978-3-8311-2487-9.
- “OSS (USS Office of Strategic Services) Art Looting Intelligence Unit (ALIU) Reports 1945–1946 and ALIU Red Flag Names List and Index”. Central Registry of Information on Looted Cultural Property 1933–1945. 2017년 7월 16일에 확인함.
- Overy, Richard (2012) [1984]. 《Goering: Hitler's Iron Knight》. London and New York: I.B. Taurus. ISBN 978-1-84885-932-6.
- Overy, Richard J. (2001). 《Interrogations: The Nazi Elite in Allied Hands, 1945》. New York: Viking. ISBN 978-0-670-03008-8.
- Overy, Richard J. (2002) [1994]. 《War and Economy in the Third Reich》. Oxford; New York: Oxford University Press. ISBN 978-0-19-164737-6.
- Perry, Marvin (2013). 《World War II in Europe: A Concise History》. Boston: Wadsworth. ISBN 978-1-11183-652-8.
- Petrov, Todor (2005). 《Bulgarian Orders and Medals 1878–2005》. Sofia: Military Publishing House Ltd. ISBN 954-509-317-X.
- Raeder, Erich (2001). 《Erich Rader, Grand Admiral: The Personal Memoir of the Commander in Chief of the German Navy From 1935 Until His Final Break With Hitler in 1943》. London: New York: Da Capo Press. United States Naval Institute. ISBN 0-306-80962-1.
- Rothfeld, Anne (2002). “Nazi Looted Art: The Holocaust Records Preservation Project, Part 1”. 《Prologue Magazine》 (U.S. National Archives and Records Administration) 34 (3).
- Selwood, Dominic (2015년 2월 13일). “Dresden was a civilian town with no military significance. Why did we burn its people?”. 《The Telegraph》. 2015년 2월 13일에 원본 문서에서 보존된 문서. 2015년 2월 14일에 확인함.
- Shirer, William L. (1960). 《The Rise and Fall of the Third Reich》. New York: Simon & Schuster. ISBN 978-0-671-62420-0.
- Speer, Albert (1971) [1969]. 《Inside the Third Reich》. New York: Avon. ISBN 978-0-380-00071-5.
- Stolfi, Russel (March 1982). “Barbarossa Revisited: A Critical Reappraisal of the Opening Stages of the Russo-German Campaign (June–December 1941)” (PDF). 《Journal of Modern History》 54 (1): 27–46. doi:10.1086/244076. S2CID 143690841.
- Taylor, A. J. P. (1965). 《English History 1914–1945》. Reading, Berkshire: Oxford University Press. ISBN 0-19-280140-6.
- Taylor, Telford (1992). 《The Anatomy of the Nuremberg Trials》. New York: Knopf. ISBN 978-0-394-58355-6.